# Tumpukan
Tumpukan is een bestuurslaag in het regentschap Klaten van de provincie Midden-Java, Indonesië. Tumpukan telt 2119 inwoners (volkstelling 2010).